# Thierry II de Fauquemont
Thierry II de Fauquemont ou Thierry II de Valkenburg (en néerlandais Dirk II van Valkenburg), né en 1221 et mort le 15 octobre 1268 à Cologne, est un chevalier du XIIIe siècle de la maison Fauquemont-Heinsberg. Il est, entre autres titres, seigneur de Fauquemont et Montjoie.

## Ébauche biographique
Bien que Thierry II est connu comme seigneur de Valkenburg ; entre 1226 et 1236 sa mère Beatrix de Kyrberg-Daun n'est pas seulement régente mais Dame de Valkenburg.
Thierry fut un arbitre entre Henri de Gueldre, l'évêque élu de Liège, et le duc Henri II de Brabant. Il soutient les habitants de Cologne contre l'archevêque Konrad von Hochstaden. En 1257, la famille de ce dernier a capturé Herman de Rode de la famille des Kleingedank (de). Cette famille a demandé la rétribution de l'archevêque. Il s'enfuit d'abord de la ville, puis revint l'attaquer avec son armée. Thierry mena les bourgeois de Cologne contre les forces de l'archevêque. À Frechen, les deux armées se firent face et l'archevêque fut contraint de se retirer avec de lourdes pertes.
Le 9 octobre 1261, le frère de Thierry, Englebert, fut élu archevêque de Cologne. Les relations entre l'archevêque et la bourgeoisie de la ville fut tout aussi hostile sous le nouvel archevêque que sous son prédécesseur. Thierry prit le parti de son frère. Après la défaite d'Engelbert à la bataille de Zülpich, il fut retenu prisonnier dans le château de Nideggen par Guillaume IV de Juliers pour trois années. Sous l'autorité du roi du Saint Empire Germanique Richard de Cornouailles, Thierry attaqua Cologne en 1268, accompagné par Waléran IV de Limbourg, Thierry II de Heinsberg et Thierry VI de Clèves. La ville fut assiégée mais elle put résister à tous les assauts. Lorsque Thierry et un groupe de chevaliers tentèrent d'entrer dans la cité grâce à un tunnel creusé sous le mur d'enceinte, il fut découvert et tué dans les combats qui s'ensuivirent.

## Mariage et enfants
Thierry fut engagé à Marguerite de Gueldre (vers 1210 - vers 1250) mais elle fut finalement mariée à Guillaume IV de Juliers. Il se maria avec Bertha van Limburg (vers 1225 - 20 avril 1254), fille héréditaire de Montjoie, fille de Waléran III de Montjoie et Élisabeth de Bar († entre 11 avril 1262 - 1er août 1262). Thierry et Bertha eurent un fils et peut-être deux filles de plus :
- Waléran de Valkenburg dit Waléran Le Roux (1245/1254-1302), seigneur de Valkenburg et Montjoie ;
- Élisabeth de Valkenburg (vers 1250-1280),[2] mariée à Engelbert Ier de La Marck († 1277), comte de La Marck ;
- Béatrice de Falkenbourg (vers 1254 ou plus tôt - 1277), fut mariée le 16 juin 1269 au roi romain Richard de Cornouailles à Kaiserslautern.

Les autres enfants de Thierry semblent venir de son second mariage avec Adelaïde de Looz (vers 1240 - vers 1275), fille d'Arnoul IV de Looz et Jeanne de Chiny :
- Aleidis (Ida) de Valkenburg († 11 décembre 1296), abbesse de l'abbaye de Munsterbilzen ;
- une fille, mariée à Guillaume de Hatert ;
- une fille, mariée à Arnold de Stein-Elsloo.

Après la mort de Thierry II, Adelheid se maria avec Albert de Voorne (nl).